# Georg Johann Theodor Lau
Georg Johann Theodor Lau, född den 11 juni 1813 i Slesvig, död den 20 december 1873, var en dansk-tysk luthersk präst och kyrkohistoriker. 
Efter att ha studerat i Kiel, där särskilt A. Twesten hade inflytande på hans utveckling, var han i några år huslärare. 1843 blev han kompastor i Hatsted och Skobøl i Husum-Bredsted Provsti, 1846 präst i Brunsbüttel i det sydliga Ditmarsken; därifrån blev han 1855 förflyttad till Ottensen vid Altona, där han dog av ett slaganfall. 
I sin ungdom uppträdde han som författare av noveller i den holsteinske diktarprästen Johann Christoph Biernatzkis smak; vid mognare ålder sysslade han på sin fritid flitigt med kyrkohistoriska studier. 
Utöver flera mindre arbeten, rörande den allmänna kyrkohistorien, utgav han en ganska utförlig skildring av påven Gregorius den stores liv och lära (1845), och han skrev åtskilliga avhandlingar till upplysning av enskildheter i Sønderjyllands och Holsteins historia, bland annat en framställning av reformationens införande i dessa trakter (1867).